# Grad mladih
Grad mladih ili Pionirski grad je kulturno-povijesna cjelina i šumska površina u zagrebačkoj Dubravi, koja se prostire na 46 hektara. Zaštićeni je spomenik kulture. Projektirali su ga arhitekti Josip Seissel i Ivan Vitić te krajobrazni arhitekti Zvonimir Frölich i Pavao Ungar.
U središnjem prostoru parka nalazi se nekoliko igrališta, šetnice, pozornica na otvorenom i kompleks od četrdesetak prizemnih građevina za boravak i obrazovanje djece, ukupne površine 6500 m2. Park se počeo uređivati 1948. godine, pri čemu je organizirano slavlje na Trgu Republike, a radovi su dovršeni 1951. Izvorna namjena kompleksa Pionirskog parka, kako se izvorno zvao, bila je smještaj oko 400 djece između dobi od 10 i 14 godina za organizirano slobodno vrijeme, školu u prirodi, sportske aktivnosti, rekreaciju, programe za mlade s posebnim potrebama i kulturne sadržaje. Kompleks je sa Zagrebom, točnije Dubravom, bio povezan putem Pionirske željeznice Dubrava – Slanovec, izgrađene prije njega.
Za vrijeme Domovinskog rata služio je kao utočište za prognanike te mu je ime promijenjeno u »Grad mladih«, iako više ne obnaša svoju povijesnu funkciju. Ipak, 2002. godine pokrenut je projekt revitalizacije parka, pri čemu su obnovljeni Kulturni centar te neka od igralištâ i javnih površina. Park je poslije toga korišten u sklopu vrtićkog programa, pri čemu je oko 6500 djece godišnje provodilo pet dana u kompleksu. Park je od 2005. i zaštićen kao spomenik kulture.
Zbog toga što se objekti nisu održavali već se kasnih 2010-ih počela projektirati obnova, a nakon što je dio paviljona za smještaj oštećen u zagrebačkom potresu 2020. godine projekt je morao biti načinjen iznova. Višednevni programi prekinuti su nakon potresa u korist jednodnevnog posjeta u sklopu programa »Škola u šumi,« kroz koji je prolazilo oko 7000 djece godišnje. Godine 2024. pokrenuta je konačno obnova škole u parku, a 2025. i cjelovita obnova parkovnih građevina i infrastrukture. Početak radova očekuje se u 2026. godini.